# تشارلي بينيت
تشارلي بينيت (بالإنجليزية: Charlie Bennett)‏ هو لاعب كرة قاعدة أمريكي، ولد في 21 نوفمبر 1854 في نيو كاسل في الولايات المتحدة، وتوفي في 24 فبراير 1927 في ديترويت في الولايات المتحدة.